# Il delitto Matteotti (film 1973)
Il delitto Matteotti è un film del 1973, diretto da
Florestano Vancini, basato sui fatti reali del delitto Matteotti e delle sue conseguenze.

## Trama
(Filippo Turati)
Roma, 30 maggio 1924, l'onorevole Giacomo Matteotti, segretario del Partito Socialista Unitario, in un appassionato intervento alla Camera dei deputati contesta la validità delle elezioni politiche tenutesi nell'aprile precedente, con violenze e intimidazioni da parte dei fascisti, in cui il Partito Nazionale Fascista aveva ottenuto la maggioranza dei voti, sollevando interrogativi nella stampa e nel contempo preoccupazioni in seno al Governo Mussolini. Il futuro Duce infatti, temendo sollevazioni popolari, dà ordine ad uno dei suoi sicari, Amerigo Dumini, di uccidere il deputato socialista, che viene sequestrato di fronte a casa il 10 giugno. 

Franco Nero interpreta il segretario del Partito Socialista Unitario Giacomo Matteotti

La famiglia ed i colleghi parlamentari, rappresentati dal deputato Modigliani, passati due giorni dalla scomparsa chiedono informazioni alle autorità, ma il questore Bertini fornisce spiegazioni vaghe, rifiutandosi di aprire una formale indagine, riportando successivamente la notizia della visita al generale Emilio De Bono: a questi, comandante della Milizia ed in quel momento anche Capo della Polizia, il questore riferisce che sospetta di Dumini e della sua banda e che esiste un testimone oculare, ma che non ha elementi per agire in modo     concreto.
Il questore, rassicurato da De Bono, viene tuttavia informato che il testimone ha già comunicato alla stampa il numero di targa dell'automobile e che questa, seppure non ancora ritrovata, è stata identificata ed appartiene al garage presso il quale si serve abitualmente il quotidiano Corriere Italiano, di cui è direttore Filippo Filippelli; Mussolini, timoroso che i collegamenti tra Dumini, Filippelli, e Cesare Rossi, suo collaboratore della prima ora ed organizzatore della cosiddetta Ceka, una organizzazione segreta creata per colpire gli oppositori al regime, possano portare a lui comincia ad agire, dopo essere stato informato da De Bono delle reazioni dell'opinione pubblica.
Il primo passo è una dichiarazione alla Camera sulle ricerche già iniziate per il ritrovamento dello scomparso, che tuttavia non convince l'opposizione, la quale sostiene che Mussolini deve rispondere personalmente della sorte di Matteotti, e, nonostante le divisioni al suo interno, programma un'astensione dai lavori parlamentari, delegittimando in questo modo le elezioni: questa astensione viene tuttavia immediatamente neutralizzata da Mussolini, che ottiene la chiusura a tempo indeterminato della stessa Camera. Parallelamente egli ordina l'arresto di Dumini, le dimissioni da Capo della Polizia di De Bono e l'allontanamento di Cesare Rossi, il quale, temendo di essere usato come capro espiatorio, minaccia Mussolini, ricordandogli di essere a conoscenza di tutto e di avere capito i suoi timori.
Nel frattempo viene ritrovata l'automobile utilizzata per il rapimento con al suo interno i segni evidenti di una lotta, probabilmente seguita da un omicidio, e finalmente viene aperta un'istruttoria, della quale viene incaricato il dottor Mauro Del Giudice, affiancato da Umberto Tancredi; l'inchiesta è avviata mentre in tutto il paese si fanno sentire le voci contrarie al regime tra le quali spicca quella di Piero Gobetti, un giovane giornalista torinese che, attirando le attenzioni di Mussolini, sarà presto aggredito e morirà, e di Antonio Gramsci.

Umberto Orsini, Renzo Montagnani e Vittorio De Sica interpretano Amerigo Dumini, Umberto Tancredi e Mauro Del Giudice

L'inerzia delle opposizioni nel non appoggiare gli scioperi spontanei che si stanno verificando non è minore di quella del Re, il quale temporeggia, mentre in carcere Filippelli accusa Dumini del rapimento di Matteotti. Dopo un breve periodo di latitanza Cesare Rossi si costituisce, comunicando a Del Giudice di avere scritto un memoriale in cui accusa apertamente Mussolini del delitto, mentre le opposizioni, senza i comunisti, progettano un futuro governo che nasca da una collaborazione tra socialisti e popolari e questo provoca le reazioni dei fascisti più estremi.
Il ritrovamento del cadavere di Matteotti, in condizioni che rendono impossibile l'accertamento delle cause della morte, rinnova lo sdegno popolare, ma il regime - ancora una volta - regge. Immediatamente dopo Mussolini si assume la responsabilità politica e morale (ma non penale) di quanto è accaduto, chiedendo ed ottenendo dal Re la prerogativa di sciogliere la Camera e, a seguito della pubblicazione del memoriale di Cesare Rossi, vengono soppresse le libertà di stampa, schiudendo di fatto le porte alla dittatura "che porterà la Nazione allo sfacelo".

## Manifesti e locandine
La realizzazione dei manifesti per l'Italia fu affidata al pittore Mario De Berardinis.

## Riconoscimenti
- 1973 - Festival cinematografico internazionale di Mosca
  - Gran premio